# Bartholomeus Spranger
Pour les articles homonymes, voir Bartholomeus et Spranger.
Bartholomeus Spranger (Anvers, 21 mars 1546 - Prague, 27 juin 1611) est un peintre, dessinateur et graveur maniériste flamand actif à la cour pragoise de Rodolphe II. Il était l'un des principaux représentants du Maniérisme du Nord.

## Biographie

### Jeunesse et formation (1546-1565)
Bartholomeus Spranger fut un des peintres les plus renommés de son époque. Ayant fait preuve de ses talents artistiques dès l'enfance, Bartholomeus fut envoyé à l'âge de onze ans apprendre l'art pictural auprès de maitres tels que l'Anversois originaire de Haarlem spécialisé dans les « drôleries » à la Jérôme Bosch, Jan Mandijn. Il y resta jusqu’à la mort de ce dernier, en 1559. Ensuite, il passa chez les paysagistes Frans Mostaert, jusqu'en 1560, année où celui-ci succomba à la peste, et Cornelis van Dalem, jusqu’à 1564. Il étudia également, par l'entremise de gravures, les œuvres maniéristes de Frans Floris et du Parmesan. Une fois son apprentissage terminé, en 1564, il se rendit tout d'abord à Paris, le 1er mars 1565, où il travailla pendant six semaines dans l’atelier de Marc Duval, et à Lyon avant de rejoindre, en 1565, la véritable patrie de la Renaissance des Arts : l'Italie.

### Séjour italien (1565-1575)
Il travailla ainsi pendant huit mois à Milan (où il apprit la technique de la détrempe), puis à Parme où, sous la direction d'un élève du Corrège, Bernardino Gatti, il exécuta des fresques pour la coupole de Santa Maria della Steccata (1566). Il participa également à la réalisation du décor de l'arc de triomphe érigé pour l'entrée de Marie de Portugal. Arrivé à Rome en 1566, il entra au service du cardinal Alexandre Farnèse, auquel il avait été présenté par le miniaturiste Giulio Clovio. C'est à la demande du cardinal et sous la direction de Federigo Zuccaro que Spranger exécuta des fresques de paysages au palais Farnèse de Caprarola en 1570.
Présenté au pape Pie V par Alexandre Farnèse, il entra, en juillet 1570, au service du souverain pontife pour lequel il réalisa un cycle pictural sur le thème de la Passion ainsi qu'un Jugement dernier. Après la mort du pape, en mai 1572, Spranger travailla pour plusieurs églises de Rome avant de se rendre, en 1575, à la cour viennoise de l'empereur Maximilien II grâce à une réputation déjà établie et attestée par la prestigieuse recommandation de Giambologna.

### À la cour de Rodolphe II (1576-1611)

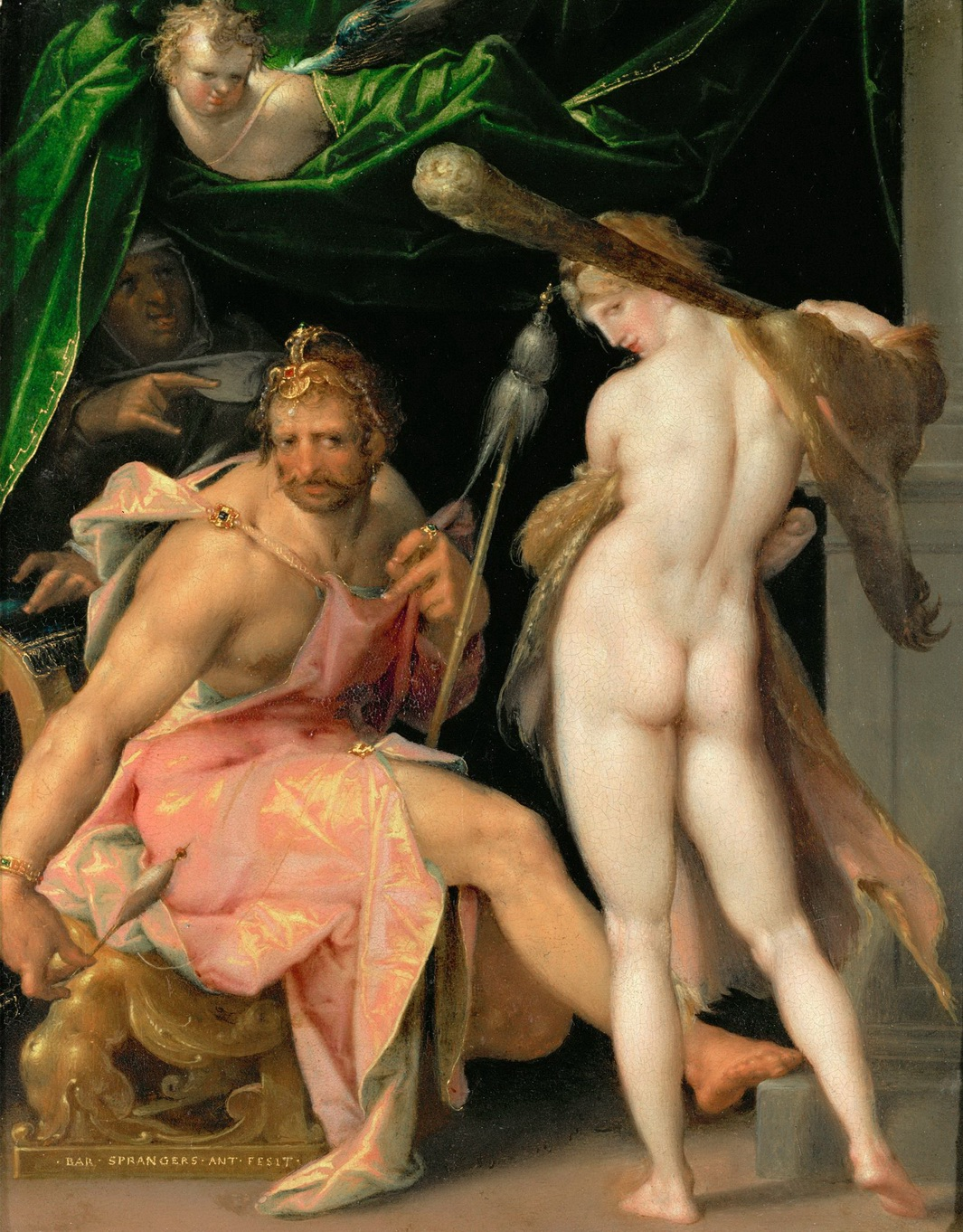
Hercule et Omphale, (v. 1585)
Vienne

À la mort de Maximilien, en 1576, Spranger offrit ses services au nouvel empereur, Rodolphe II, qui le fit venir à Prague, où le peintre s'installa définitivement à partir de 1581.
Spranger rejoignit ainsi le cercle rodolphien de Prague où se trouvait le flamand médecin gemmologue de l'Empereur Anselme Boece de Boodt (1550-1632) ; il se lia avec de nombreux artistes originaires des Pays-Bas ou d'Italie, tels qu'Adrien de Vries, Hans von Aachen ou Giuseppe Arcimboldo. Influencé par les modi de Giulio Romano et les Amours des dieux de Rosso Fiorentino et de Perin del Vaga, il développa pour son puissant mécène un art raffiné privilégiant des poses complexes et des thèmes mythologiques et érotiques souvent empreints d'allusions ésotériques et d'effets rhétoriques. Plusieurs de ces tableaux forment pendant.

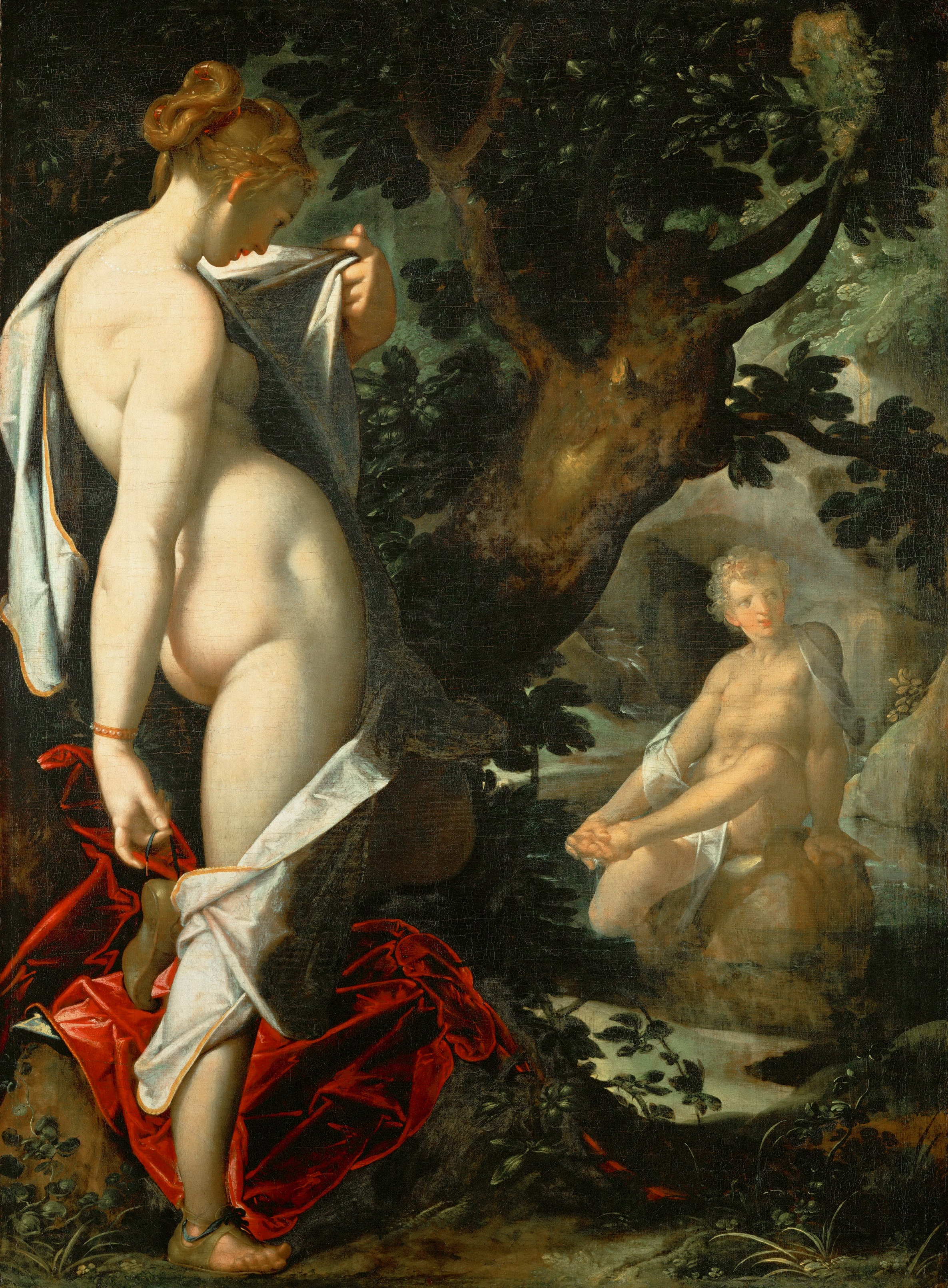
Salmacis et Hermaphrodite
v. 1580, Vienne

Le tableau intitulé Hercule et Omphale (peinture sur cuivre, v. 1585) est représentatif de l'œuvre pragoise de Spranger : il y traite un sujet mythologique avec un humour malicieux (présent dans le regard narquois et complice d'Omphale, l'attitude gauche du héros désarmé et travesti, et dans le geste railleur de l'indiscrète servante) et y élabore, selon les termes de l'historien d'Art A. Pinelli, un « double oxymoron croisé », c'est-à-dire un échange paradoxal de propriétés entre contraires, résultant non seulement du contraste évident entre le corps sombre et musclé d'Hercule d'une part et la silhouette gracieuse et diaphane de la princesse de Lydie d'autre part, mais aussi de l'inversion des attributs et des rôles effectuée aux dépens du demi-dieu. Ce jeu maniériste des contraires – que Pinelli a mis en rapport avec une figure de style employée par des écrivains italiens du XVIe siècle comme l'Arétin – se complexifie davantage si l'on confronte ce tableau avec son pendant, Vulcain et Maia : l'amour fécond de Vulcain pour Maia est ainsi opposé à l'amour stérile d'Hercule pour Omphale.
Proche de l'empereur qui venait souvent lui rendre visite dans son atelier du château de Prague, Spranger ne travailla pas seulement pour la Cour mais obtint également des commandes de la part d'influents personnages. Après son mariage avec Christina Müller (1582) et un bref séjour à Vienne, Spranger revint à Prague où il fut nommé peintre de la Cour (1584). Ayant reçu ses propres armoiries dès 1588, il fut anobli en 1595 (ou 1598 ?) Artiste fortuné s'étant élevé au sommet de l'échelle sociale, il fut triomphalement accueilli par ses compatriotes lors de sa visite aux Pays-Bas en 1602. De retour à Prague, il entreprit des œuvres innovantes et toujours plus complexes, faisant ainsi preuve d'une réelle inventivité technique. Le renouvellement constant des artistes employés au château de Prague lui permit de découvrir de nouvelles tendances prébaroques qu'il intégra bientôt à son art, notamment par des recherches picturales sur le clair-obscur menées au tournant du siècle (l'Allégorie de la Justice et de la Prudence du Louvre ou le Saint Sébastien de Prague en sont de bons exemples).

### Influence

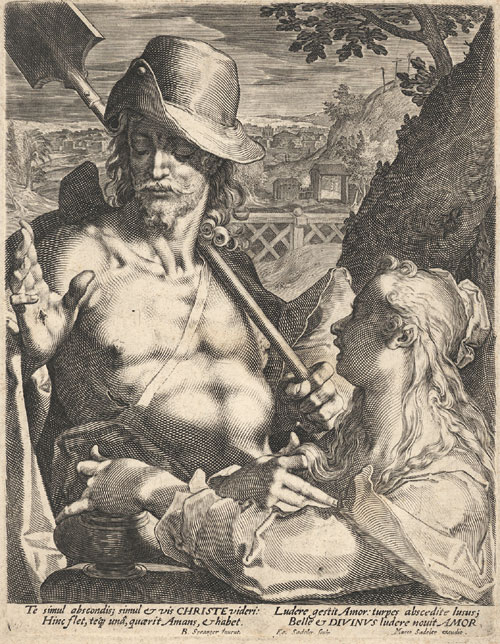
Noli me tangere
gravure d'Egidius Sadeler
d'après Spranger.

Lié à ses compatriotes de l'académie de Haarlem, Bartholomeus Spranger (dont les œuvres ont largement été diffusées à travers l'Europe grâce aux gravures du célèbre Goltzius) a efficacement contribué à acclimater le maniérisme italien au Nord des Alpes. On peut également le considérer comme un précurseur de la peinture baroque, annonçant – avec Frans Floris et les peintres romanistes – le génie de son compatriote Rubens.
Dans son Livre des Peintres (Het Schilder-Boeck, 1604), Carel van Mander rend hommage à ce « nouveau Michel-Ange », qu'il avait rencontré à Rome dans la seconde moitié des années 1570 et dont l'Art avait profondément influencé l'école de Haarlem :
« La nature se montre parfois si prodigue de ses faveurs envers certains individus et leur donne de quoi arriver, comme sans effort, à briller dans une branche où tant d'autres, malgré leurs peines et leurs fatigues, n'arrivent pas à franchir les limites de la médiocrité, qu'il faut donc bien se convaincre que dans le domaine de la peinture nul ne règne si ce n'est par droit de naissance. Il me serait facile de le prouver par l'exemple de l'illustre Anversois Sprangher [sic], lequel, dès sa tendre enfance, eut de la nature elle-même en partage couleurs et pinceaux, lui que l'aimable Pictura daigna combler de ses faveurs et prendre pour époux, lui apportant par surcroit les Grâces. »

## Œuvres
Si les tableaux mythologiques de Spranger constituent la partie la plus connue de son œuvre (particulièrement bien représentée dans les collections du Kunsthistorisches Museum de Vienne), il s'est également illustré dans les thèmes religieux et la peinture de genre. Or, s'il semble avoir réalisé nombre de paysages durant sa carrière, surtout pendant sa jeunesse et sa période italienne, peu d'entre eux ont été conservés.

### Œuvres de jeunesse
- Paysage de montagne avec village primitif (1569) - Staatliche Kunsthalle Karlsruhe.
- Paysage de montagne avec ermite (1569) - Staatliche Kunsthalle Karlsruhe.

### Période romaine
- Le Jugement dernier (1571) - Turin, Galerie Sabauda.
- La Conversion de Saül (v. 1573) - Milan, Pinacoteca Ambrosiana.
- Retable du Martyre de saint Jean l'Evangéliste (avant 1574) - Rome, Palais du Latran
- Saint Georges terrassant le dragon (v. 1574-1575) - Musée des beaux-arts de Budapest.

### Période pragoise
- La Résurrection du Christ (v. 1576) - Prague, Narodni Galerie.
- Angélique et Médor (v. 1580) - Munich, Alte Pinakothek.
- Salmacis et Hermaphrodite (v. 1580) - Kunsthistorisches Museum de Vienne.
- Glaucus et Scylla (v. 1580-1582) - Kunsthistorisches Museum de Vienne
- Ulysse et Circé (v. 1580-85) - Kunsthistorisches Museum de Vienne
- Hercule et Déjanire (v. 1582) - Kunsthistorisches Museum de Vienne
- Hermès et Athéna (fresque, v. 1584-1585) - Prague, château.
- Hercule et Omphale (v. 1585) - Kunsthistorisches Museum de Vienne
- Vulcain et Maia (v. 1585) - Kunsthistorisches Museum de Vienne
- Vénus et Mercure (v. 1585) - Kunsthistorisches Museum de Vienne
- Vénus et Adonis (v.1586) - Amsterdam, Rijksmuseum.
- Ulysse et Circé (v. 1586-87) - Kunsthistorisches Museum de Vienne
- Vénus et Mars prévenus par Mercure (v. 1586-1587) - Kunsthistorisches Museum de Vienne
- Sine Cerere et Baccho friget Venus (1590) - Kunsthistorisches Museum de Vienne
- Apollon et les Muses (ap. 1590) - Kunsthistorisches Museum de Vienne
- Epitaphe de Nikolaus Müller (v. 1592) - Prague, Narodni Galerie.
- Le Triomphe de la sagesse sur l'ignorance (v. 1592) - Kunsthistorisches Museum de Vienne
- Le Péché originel (v. 1593-1595) - Kunsthistorisches Museum de Vienne
- Vénus et l'Amour (v. 1590-1600) - Troyes, Musée des Beaux-Arts et d'Archéologie de Troyes]
- L'Adoration des Rois (v. 1595) - Londres, National Gallery.
- Vénus et Adonis (v. 1596) - Kunsthistorisches Museum de Vienne
- Jupiter et Antiope (v. 1596) - Kunsthistorisches Museum de Vienne
- Allégorie de la Justice et de la Prudence (v. 1599-1600) - Paris, musée du Louvre.
- Saint Sébastien (v. 1602) - Prague, église Saint-Thomas.
- Vénus à la forge de Vulcain (v. 1607-1610) - Kunsthistorisches Museum de Vienne

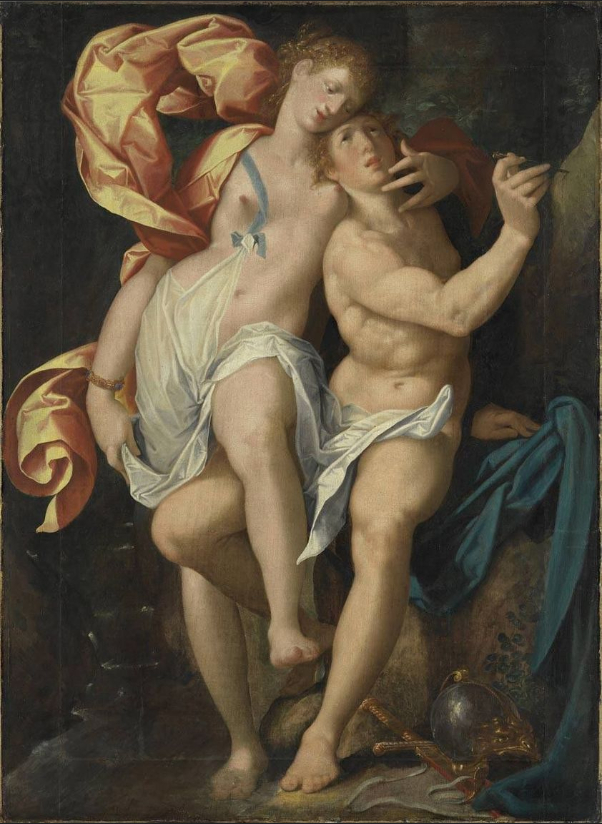
Angélique et Médor (d'après l'Arioste) (v. 1580)
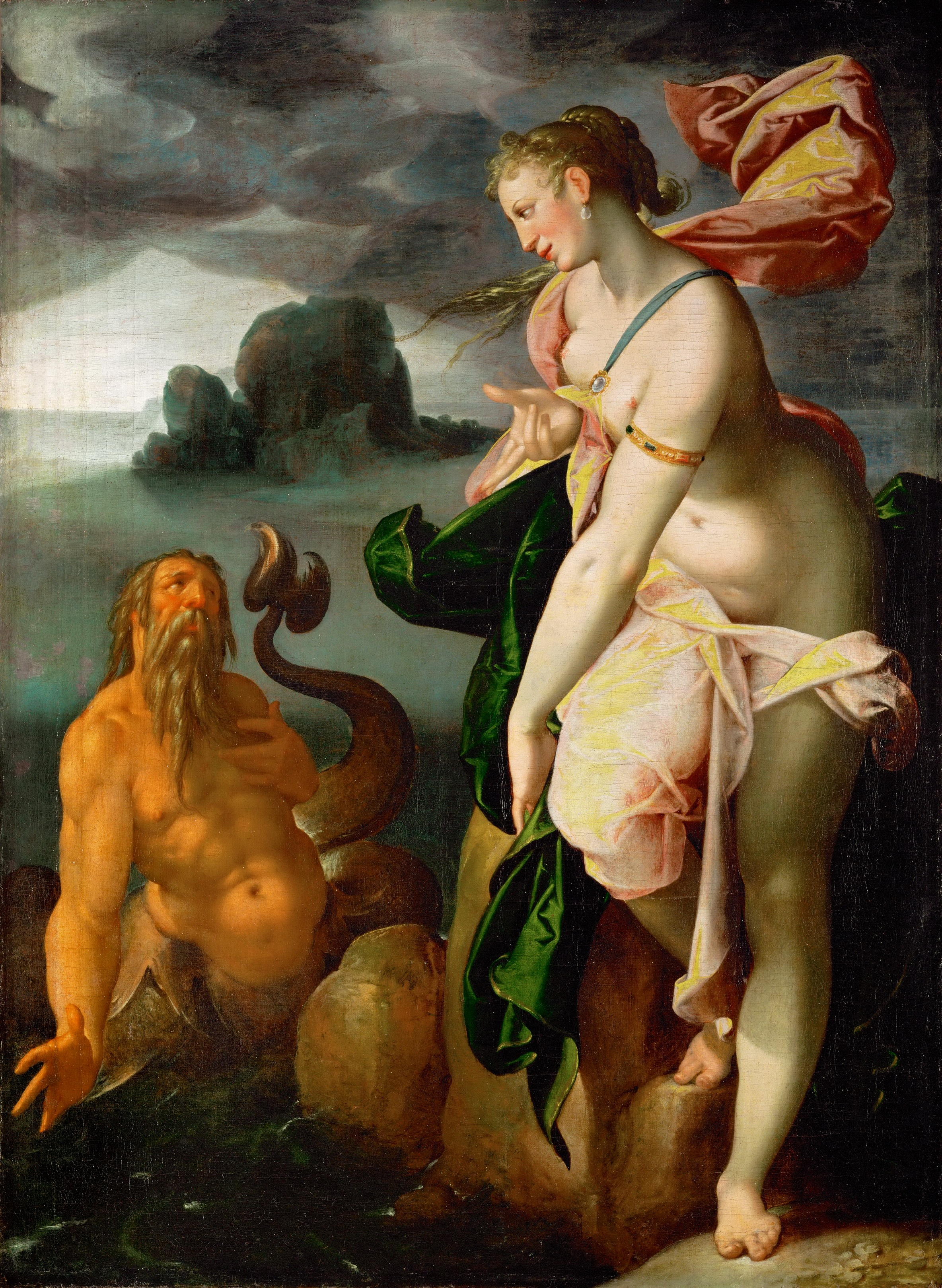
Glaucus et Scylla (v. 1580-82)
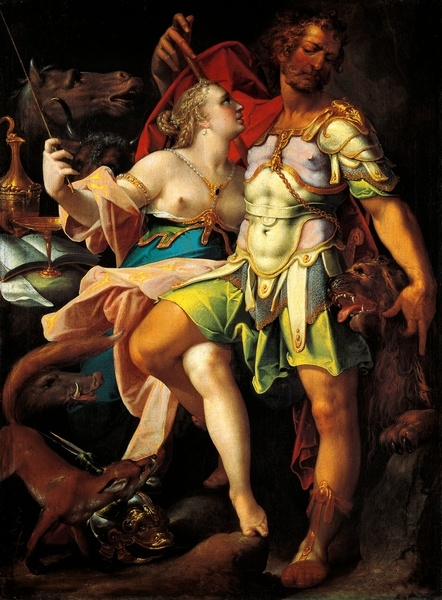
Ulysse et Circé (v. 1580-85)
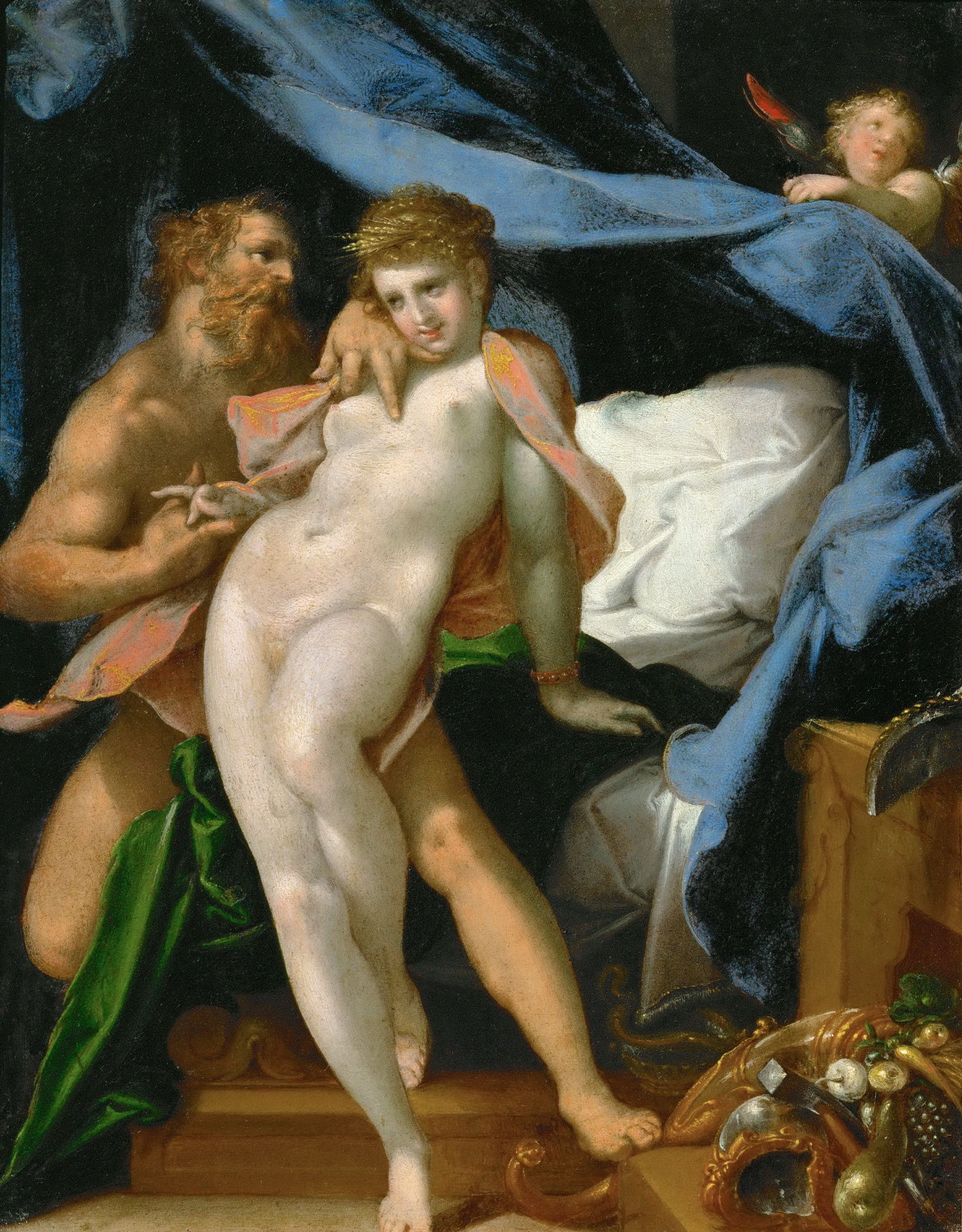
Vulcain et Maia (v. 1585)
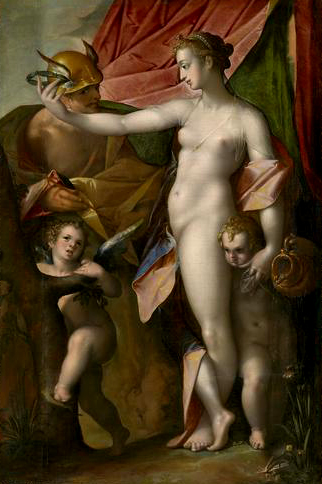
Vénus et Mercure (v. 1585)
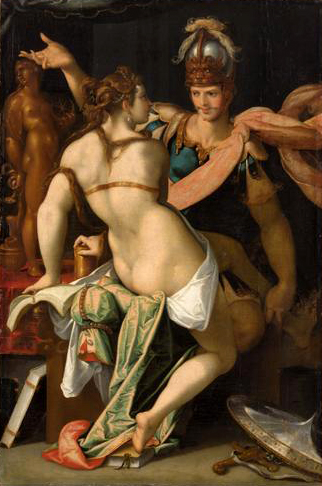
Ulysse et Circé (v. 1586-87)
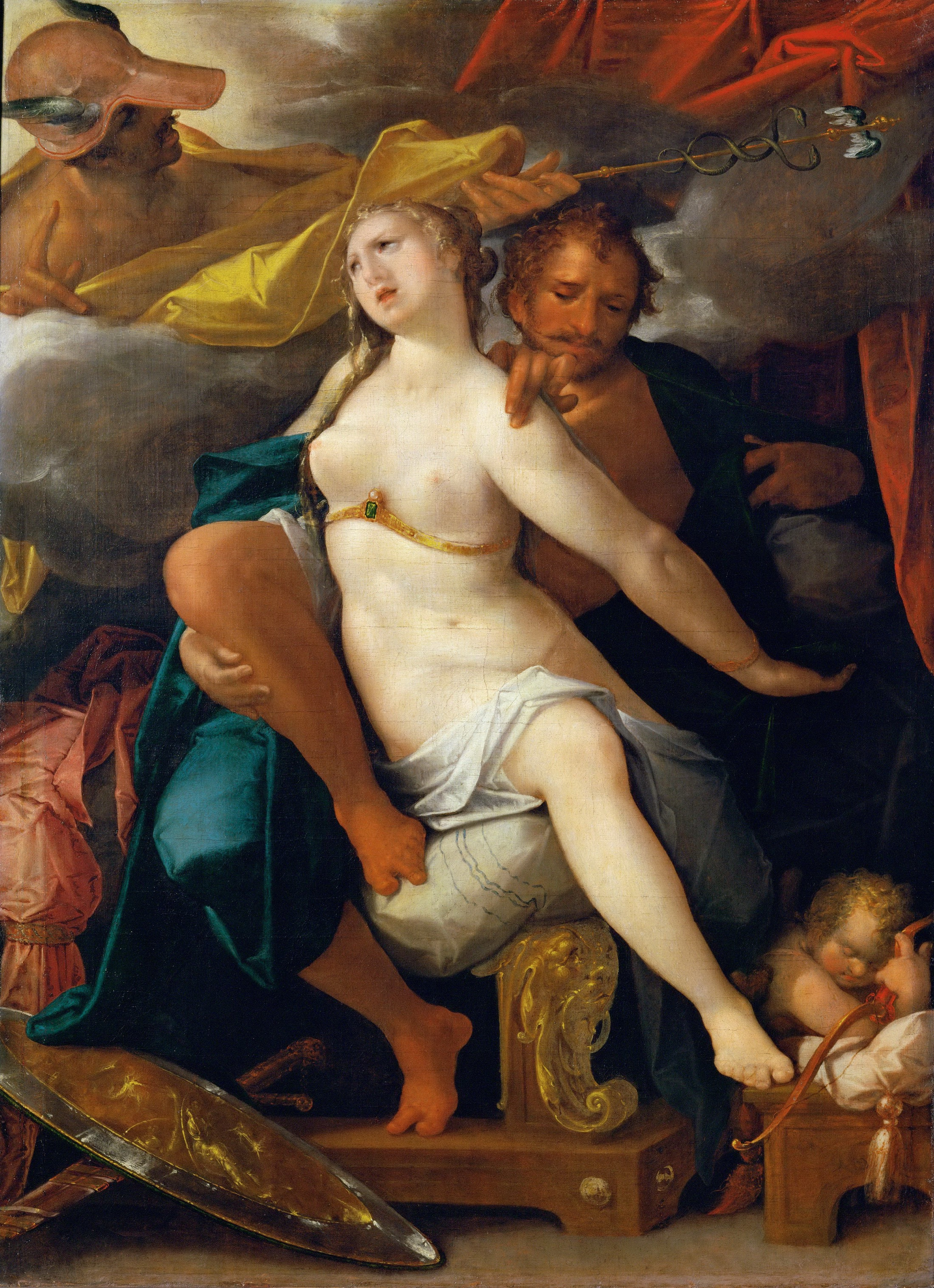
Vénus et Mars prévenus par Mercure (v. 1586-87)
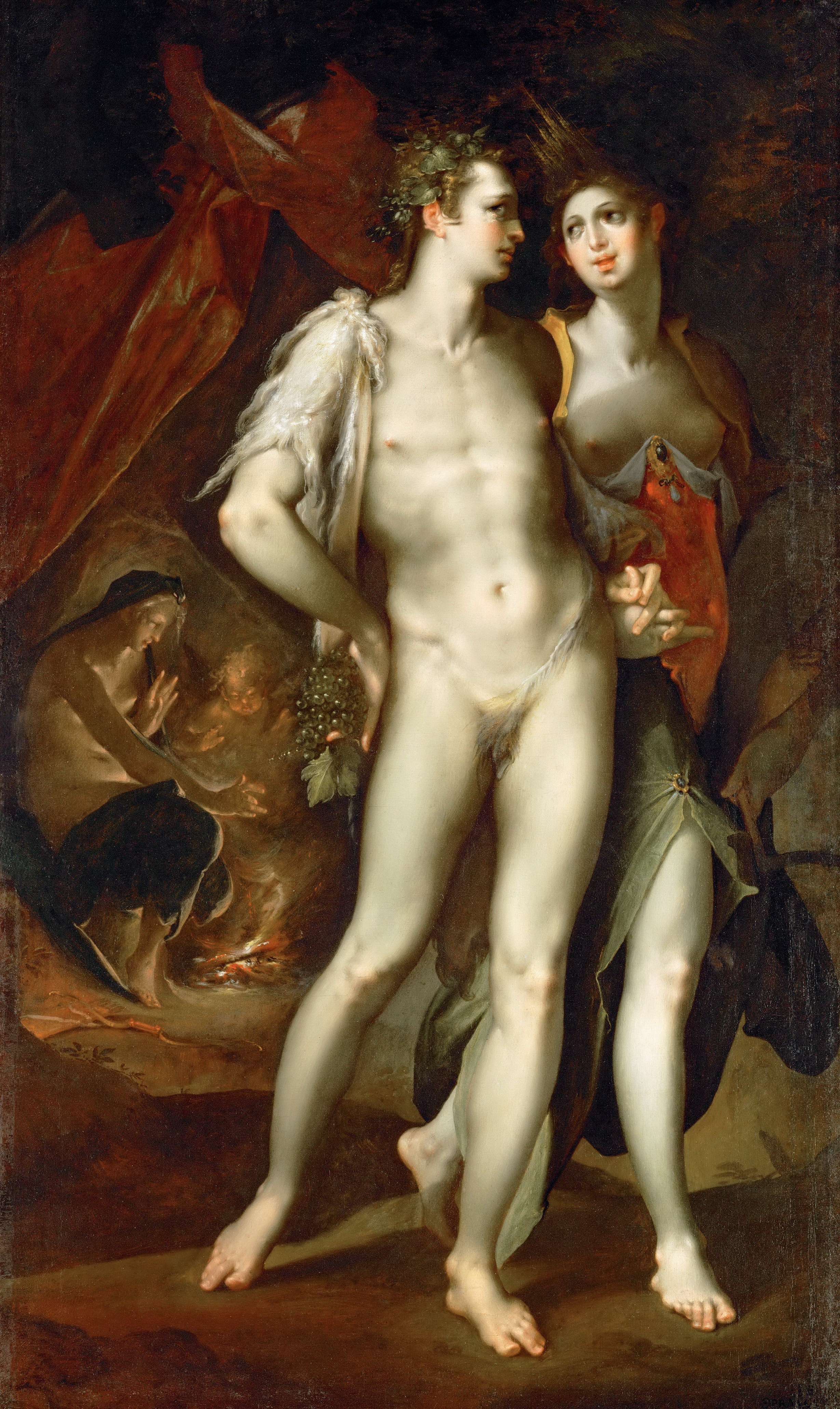
"Sine Cerere et Baccho friget Venus" (1590)
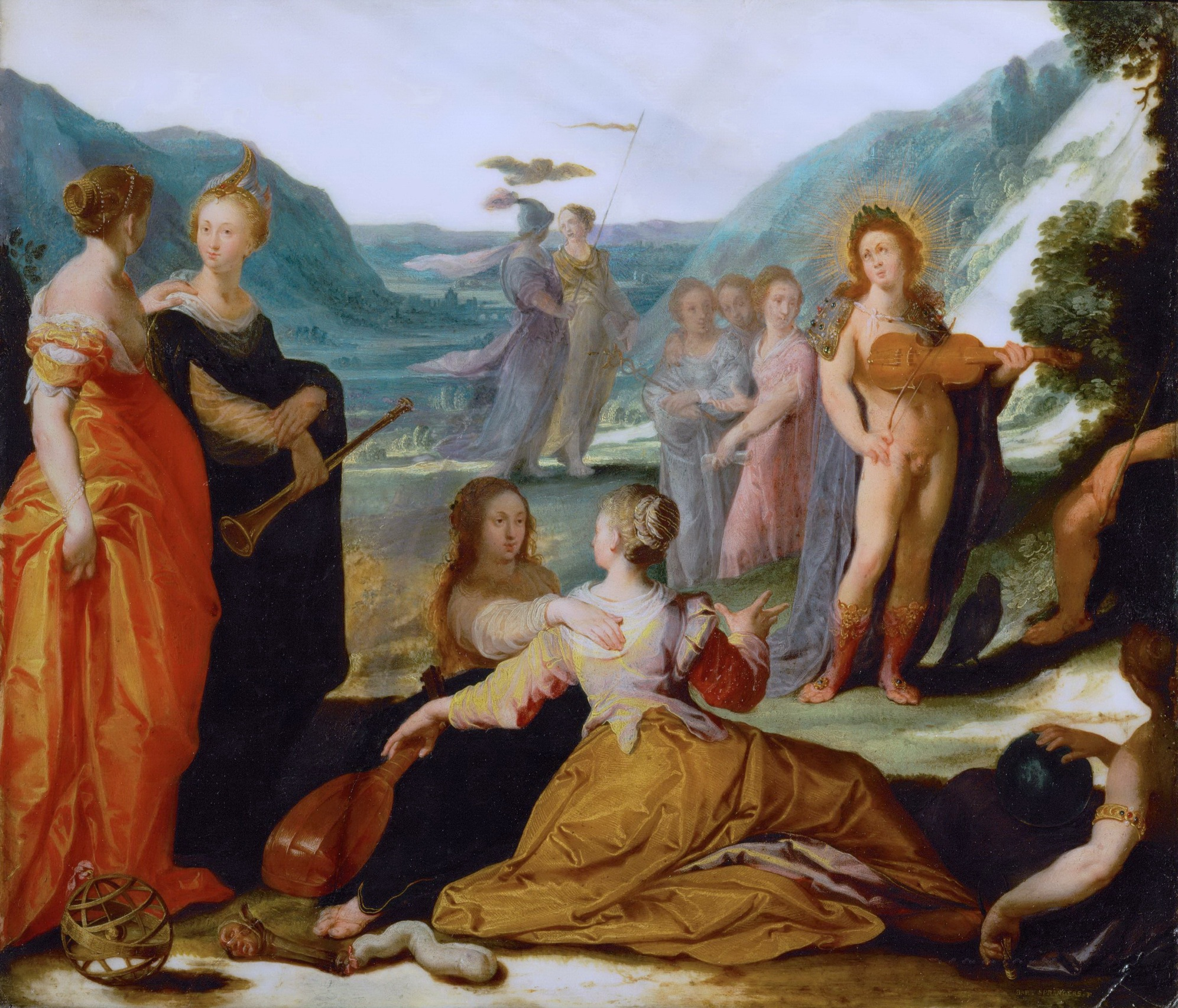
Apollon et les Muses (peinture sur marbre, ap. 1590)
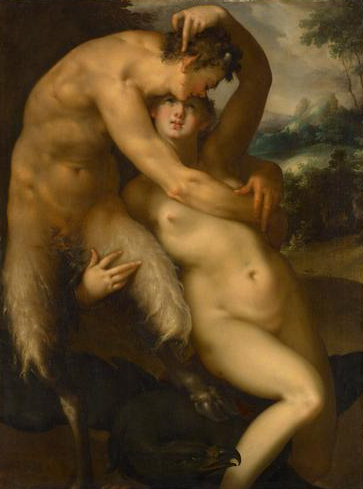
Jupiter et Antiope (v. 1596)
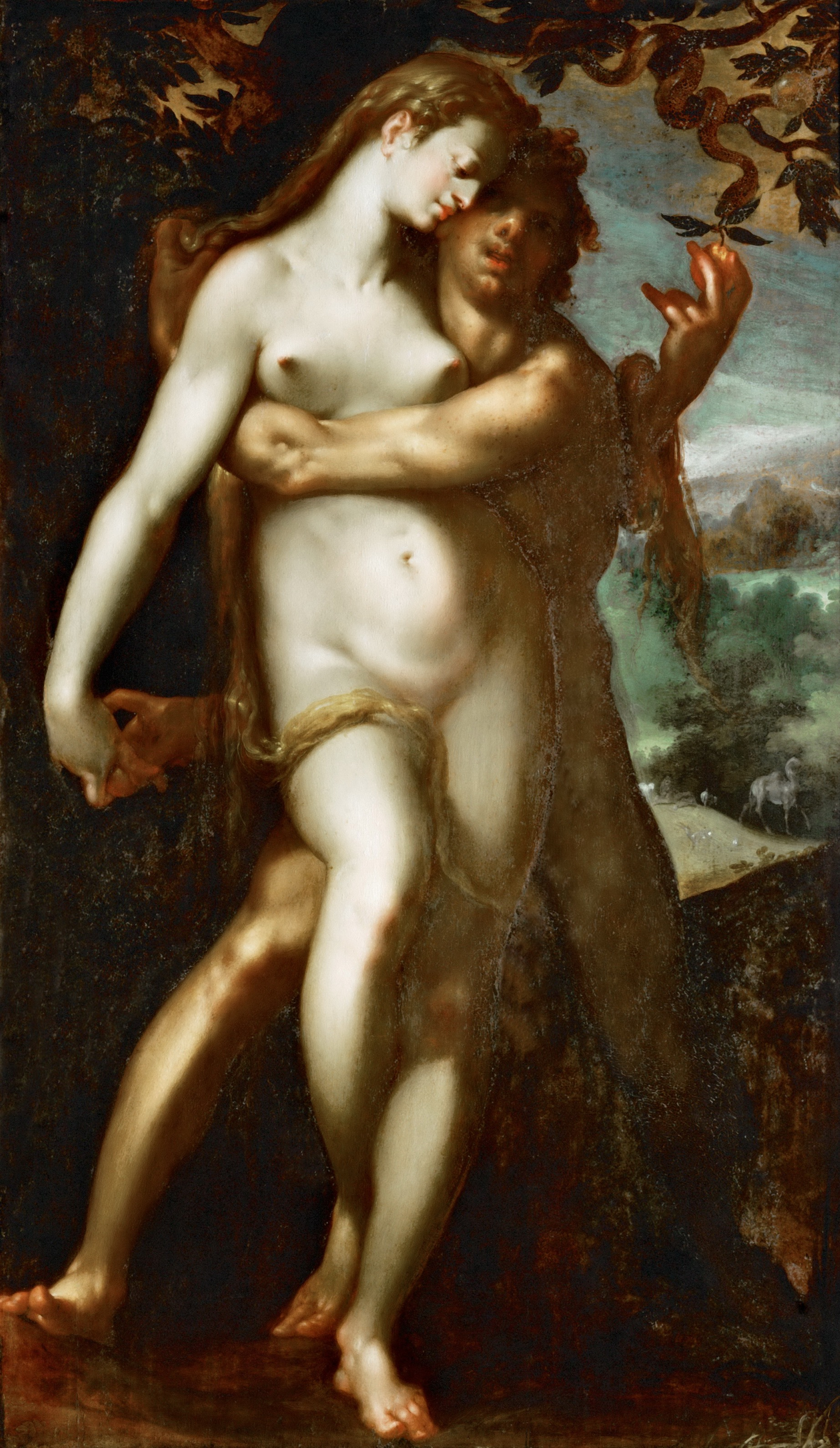
Le Péché originel (v. 1593-95)
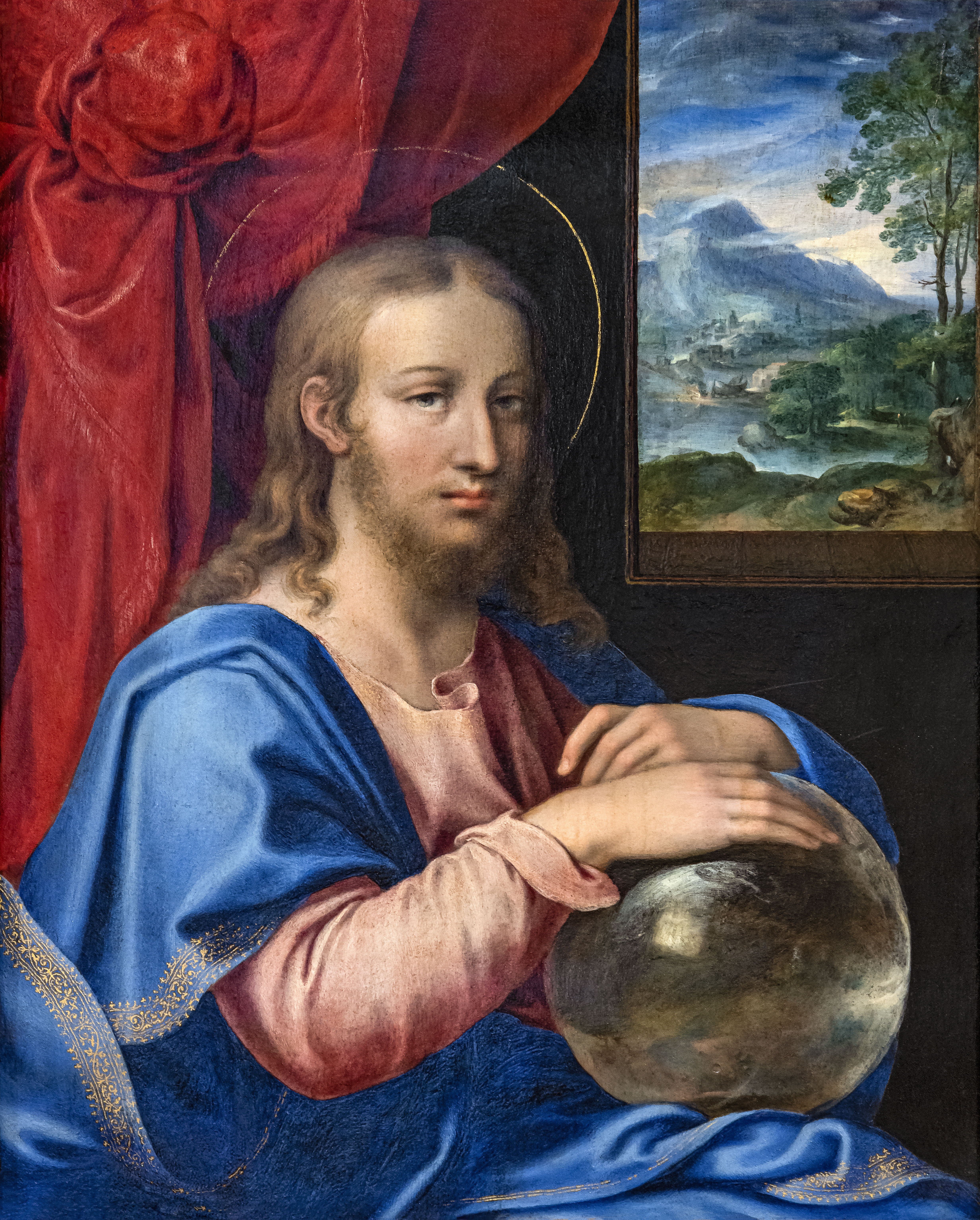
Le Christ sauveur du monde  tempera sur bois Musée Ingres-Bourdelle Montauban[4].